# Musée des télécommunications de Marrakech
 (mars 2010).
Le musée de Maroc Telecom est situé au centre de Marrakech, à l'entrée du Cyber Parc Arsat Moulay Abdessalam, le très ancien jardin Arsat Moulay Abdessalam.

## Historique
Le Musée des télécommunications de Maroc Telecom a été inauguré le 24 septembre 2001. Il est situé au siège social de Maroc Telecom à Rabat.
La visite commence par une salle consacrée à l’avènement du télégraphe et du téléphone, pour continuer dans une salle des technologies qui regroupe les principaux centraux téléphoniques utilisés dans le réseau marocain : commutation manuelle, commutation automatique composée des technologies électromécaniques et électroniques. Cette salle comporte aussi des espaces consacrés aux systèmes de transmission terrestre et sous-marine, à la radio, aux systèmes de transmission par satellites et à la téléphonie mobile.
La salle Histoire prend le relais avec une exposition de documents et d’objets qui retracent l’évolution institutionnelle des télécommunications au Maroc depuis l’introduction du téléphone en 1883 dans la ville de Tanger. Cette section consacre aussi une partie à la radiodiffusion qui a vu le jour au Maroc en 1928. Enfin, une représentation scénographique permet au visiteur d'entrevoir les modes et les moyens des télécommunications du futur.

## Descriptif
Il a pour objectif de sauvegarder le patrimoine national marocain des télécommunications et de participer à la diversification et à l’enrichissement du patrimoine culturel national. C'est le premier musée technique au Maroc et l’unique musée spécialisé dans l’histoire des télécommunications en Afrique et dans le monde arabe.
Il permet de retracer l’histoire du Maroc à travers les différentes stations qu’a connues le secteur des télécommunications. Le Musée offre  aux nouvelles générations l’occasion de découvrir l’évolution des technologies des télécommunications au Maroc. Le Musée de Maroc Telecom est membre institutionnel du Conseil international des musées (ICOM) depuis janvier 2002.
Sur 400 m2, il expose l’évolution technologique et institutionnelle des télécommunications. La première salle retrace l’avènement du télégraphe et du téléphone. Puis sont exposés les exemples de l'évolution technologique avec les principaux centraux téléphoniques ayant été utilisés dans le réseau marocain : commutation manuelle, commutation automatique composée des technologies électromécaniques et électroniques. Un espace est réservé aux systèmes de transmission terrestre et sous-marine, la radio, les systèmes de transmission par satellites et la téléphonie mobile.
Une exposition de documents et d’objets retrace l’évolution institutionnelle des télécommunications au Maroc depuis l’introduction du téléphone en 1883 dans la ville de Tanger. Cette section consacre aussi une partie à la radiodiffusion qui a vu le jour au Maroc en 1928.
Enfin, l’exposition se termine par le couloir du futur, une représentation scénographique qui a pour objectif de donner au visiteur une idée sur les services de techniques de pointe que Maroc Telecom offre ou offrira à l’avenir.
Le musée de Maroc Telecom se distingue par le mode de présentation des éléments de sa collection qui répond à un souci didactique. Cela a été rendu possible grâce aux différents équipements et supports documentaires qui sont accessibles à toutes catégories de public : le visiteur a le choix d’appuyer sur un bouton, actionner une manivelle, décrocher un téléphone en vue d’écouter des explications préalablement enregistrées ou cliquer sur une souris en vue d’effectuer une visite virtuelle.